# Specht (Adelsgeschlecht)

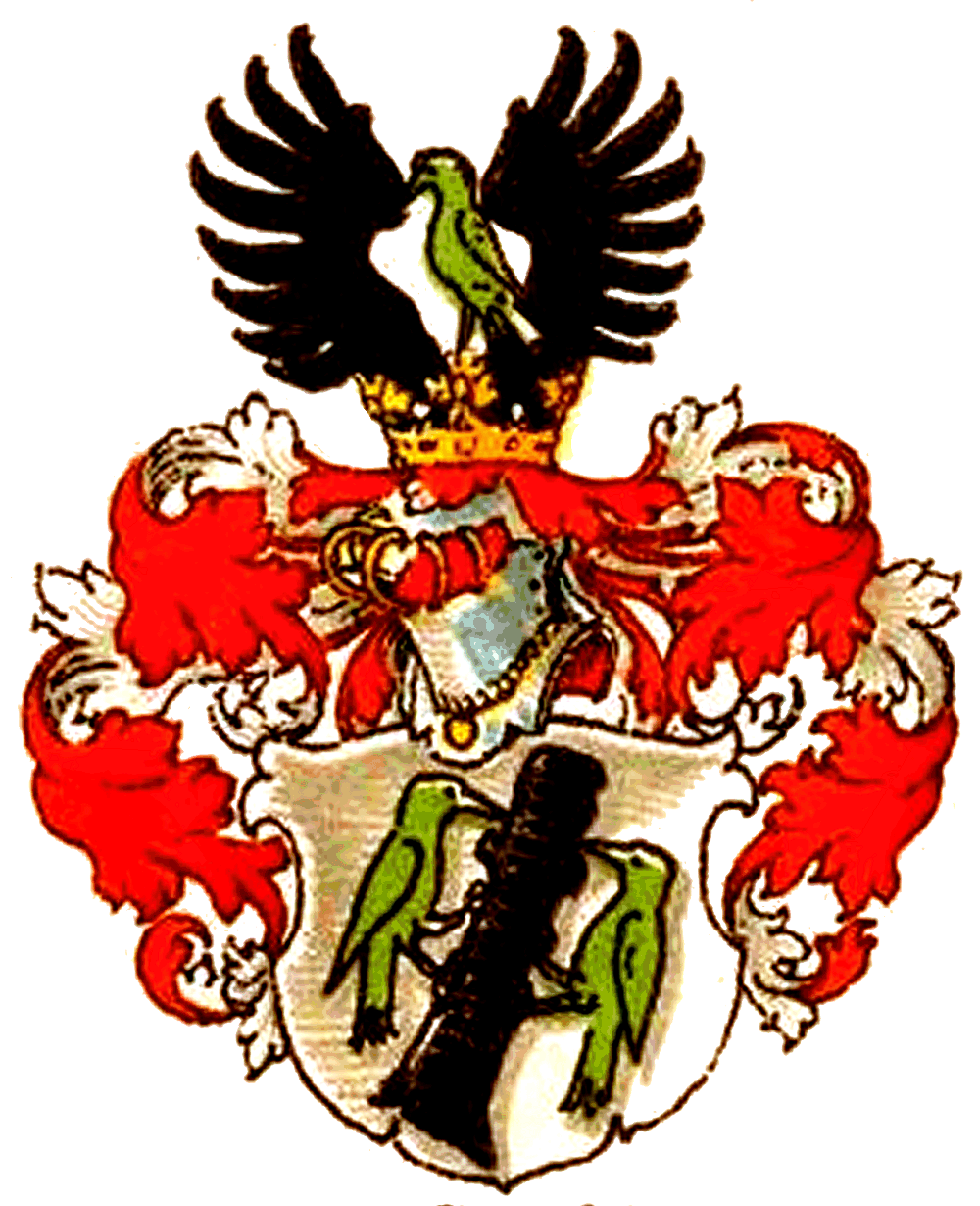
Wappen derer von Specht

Specht ist der Name eines niedersächsischen Adelsgeschlechts, dessen direkte Stammreihe mit Christoph Specht (* 14. Februar 1599 in Einbeck), Ratsherr zu Einbeck, begann.

## Nobelitierungen
Die Erhebung in den Reichsadelsstand mit Wappenbestätigung erfolgte am 8. September 1785 in Wien für Heinrich Specht, herzoglich braunschweigischer Oberst und Brigadier (z. Zt. Joseph II.).
Die Erhebung in den braunschweigischen Freiherrnstand erfolgte am 9. Dezember 1855 in Braunschweig für Maximilian von Specht (1828–1903), Leutnant im österreichischen Ulanen-Regiment Nr. 4, mit österreichischer Bestätigung durch Ministerialdekret vom 17. Februar 1857 in Wien (z. Zt. Franz Joseph I.)

## Wappen

Wappen derer von Specht

In Silber zwei auf dürrem Ast stehende, einander zugewandte grüne Spechte. Auf dem Helm mit rot-silbernen Decken ein natürlicher Specht auf dem Ast zwischen offenem schwarzen Flug.

## Persönlichkeiten
- Friedrich von Specht (1803–1879), kurhessischer Generalmajor und Brigade-Kommandeur, ab 1866 preußischer Generalleutnant
- Friedrich Karl von Specht (1793–1877), Oberst und Regimentskommandeur des Herzoglich Braunschweigischen Infanterie-Regiments
- Hans von Specht (1825–1913), braunschweigischer Offizier, ab 1844 in den USA Farmer, Fuhrmann und Postmeister
- Hellmut von Specht (geb. 1941), deutscher Physiker und Hochschullehrer
- Karl von Specht (1822–1899), deutscher Jurist, zuletzt am Reichsgericht
- Walter von Specht (1855–1923), schaumburg-lippischer Kammerherr, preußischer Generalmajor
- Wilhelm von Specht (1838–1910), preußischer Generalmajor

Nachfahren leben bis heute in Niedersachsen und Sachsen.